# Models, Inc.
Models, Inc. è una serie televisiva creata da Charles Pratt Jr. e Frank South, e prodotta da Aaron Spelling. La serie è uno spin-off di Melrose Place, sua volta spin-off di Beverly Hills 90210.

## Trama
La serie ruota attorno all'agenzia di modelle di Los Angeles "Models Inc." gestita da Hillary Michaels, interpretata da Linda Gray, madre di Amanda Woodward in Melrose Place.

## Produzione
Nella serie ha recitato l'attrice Carrie-Anne Moss, divenuta in seguito celebre come Trinity nella trilogia di Matrix, inoltre nella serie sono comparsi anche gli attori John Haymes Newton, Robert Beltran, Mitch Pileggi, William Katt e Johnathon Schaech.

## Distribuzione
La serie ebbe poca fortuna negli Stati Uniti d'America, venendo chiusa dopo solo una stagione realizzata. In Italia è stata trasmessa da Italia 1 dal luglio al novembre 1999, anche se la messa in onda era inizialmente prevista per l'autunno 1995; in seguito è stata replicata su Italia 7 Gold.